# مثانه بیش‌فعال
مثانهٔ بیش فعال OVA (به انگلیسی: Overactive bladder) یا سندرم مثانهٔ بیش فعال عبارت است از وضعیتی که در آن به صورت مرتب نیاز به ادرار کردن احساس می‌شود تا حدی که تأثیر منفی بر زندگی فرد می‌گذارد. نیاز مرتب به ادرار می‌توان در طول روز یا شب یا هر دو اتفاق افتد. حال اگر توان کنترل ادرار از دست برود به این عارضه بی‌اختیاری ادرار می‌گویند. بیش از ۴۰ درصد از مبتلایان به این اختلال، دچار «بی‌اختیاری ادرار» هستند. همچنین، حدود ۴۰ تا ۷۰ درصد از بی‌اختیاری‌های ادرار ناشی از مثانهٔ بیش فعال است. این مشکل برای جان افراد خطرناک نیست و بیشتر افرادی که چنین مشکلی دارند برای سال‌ها با مشکلشان زندگی می‌کنند.
دلیل بیش فعالی مثانه روشن نیست عدم کنترل قند خون از عواملی است که ممکن است علایم بیش فعالی مثانه را بیشتر کند. تشخیص این بیماری از روی رفتارهای فرد معلوم می‌شود و باید مراقب بود که با عفونت ادراری یا مثانه نوروژنیک اشتباه نشود. میزانِ ادراری که در هربار دفع، خارج می‌شود، نسبتاً ناچیز است. وجود درد هنگام ادرار، نشان‌دهنده آن است که مشکل دیگری بجز بیش‌فعالی مثانه وجود دارد.
در این بیماری میزان ادراری که در هربار ادرار کردن خارج می‌شود اندک است اما اگر در هنگام ادرار درد احساس شود باید مشکلی غیر از بیش فعالی مثانه وجود داشته باشد.
درمان اختصاصی برای این بیماری همیشه الزامی نمی‌باشد. با این حال تمرین کیگل، تمرین مثانه و دیگر تمرین‌های رفتاری توصیه می‌شود. همچنین کاهش وزن برای افرادی که اضافه وزن دارند، کاهش مصرف کافئین و متعادل کردن مصرف مایعات می‌تواند برای افراد مفید باشد. گاهی داروهای آنتی کولینرژیک (از دستهٔ آنتی موسکارینی) توصیه می‌شود با این حال هیچ دارویی به اندازهٔ تغییر الگوی زندگی برای این بیماری مفید نیست به ویژه برای افراد سالمند. گزینهٔ دیگر در حل این بیماری تزریق سم بوتولینوم به مثانه است اما استفاده از سوند ادراری و جراحی از روش‌هایی است که اصلاً توصیه نمی‌شود.
در حدود ۷ تا ۲۷ درصد مردان و ۹ تا ۴۳ درصد زنان از بیش فعالی مثانه رنج می‌برند که با افزایش سن این مشکل فراگیرتر می‌شود. برخی پژوهش‌ها نشان داده است که بیش فعالی مثانه در بانوان بیشتر است و گاهی با بی‌اختیاری ادرار همراه می‌شود. در سال ۲۰۰۰ هزینهٔ اقتصادی بیش فعالی ادرار در آمریکا نزدیک به ۱۲٫۶ میلیارد دلار آمریکا و ۴٫۲ میلیارد یورو برآورد شده است.